# Jijiga

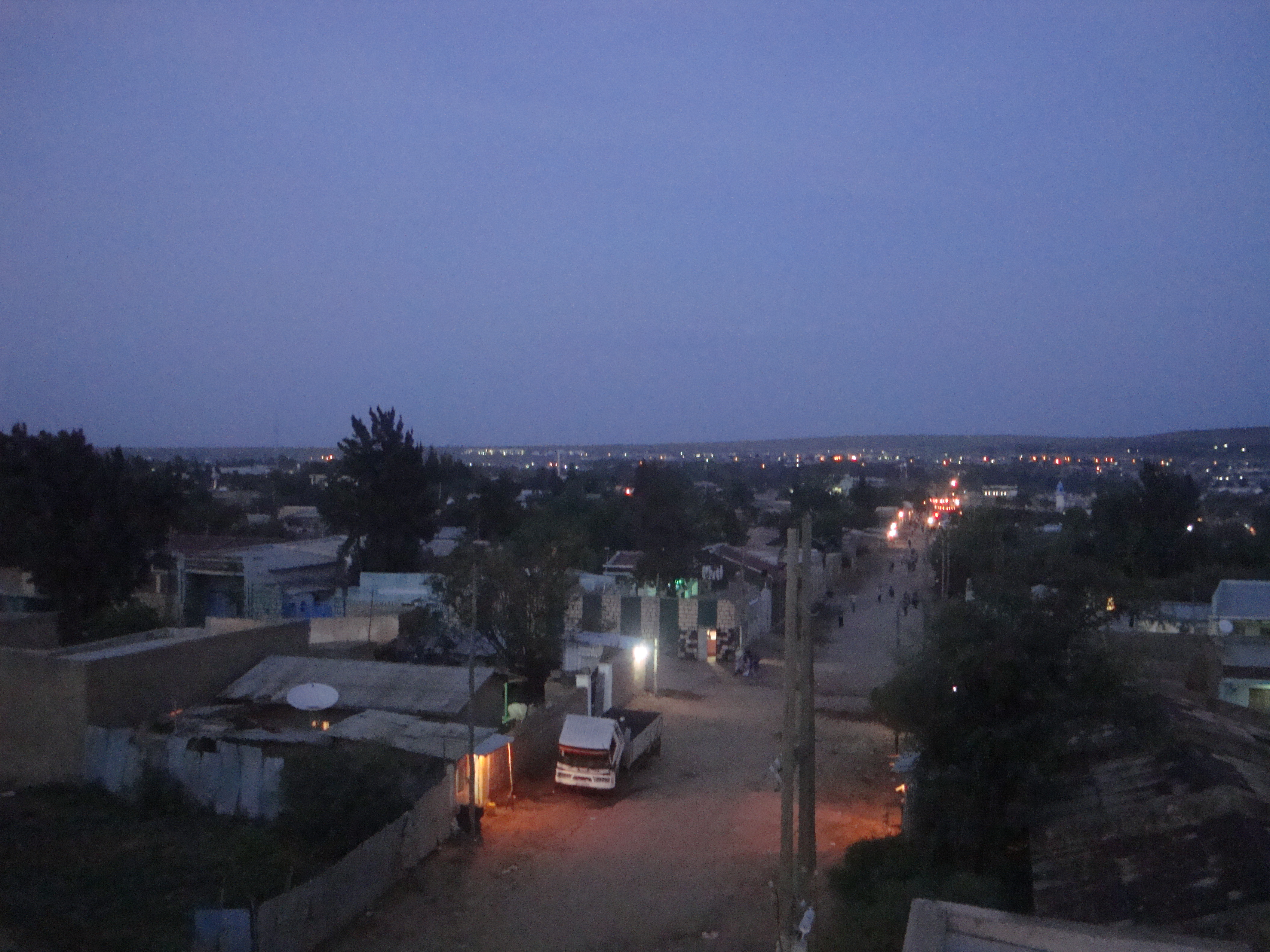
Jijiga de nit

Jijiga (somali Jigjiga) és una ciutat a Etiòpia oriental i capital de la Regió Somali (kilil = regió). Està situada a la Zona de Jijigaaproximadament 80 km a l'est d'Harar i 60 km a l'oest de la frontera amb Somàlia; està a 1.609 metres per sobre el nivell de la mar.
La ciutat està situada a la carretera principal entre Harar i la ciutat somali d'Hargeisa, i és coneguda per la producció d'encens. Ha gaudit de servei postal des de 1923, i tenia servei telefònic ja el 1956. Una carretera asfaltada de 170 km connecta Jijiga amb Degehabur; aquesta carretera fou acabada elt 14 de novembre de 2008 a un cost de més de 230 milions de birrs. Jijiga disposa de l'aeroport de Jijiga (codis JIJ i HAJJ). Jijiga era una simple ciutat de província d'Hararghe, però amb l'adopció de la Constitució d'Etiòpia de 1995, es va convertir en la capital de la Regió Somali.

## Demografia
Segons la Central Statistical Agency el 2005, Jijiga tenia una població estimada de 98.076 habitants (50.355 homes i 47.721 dones) Al cens de 1997 tenia 65.795 habitants (33.266 homes i 32.529 dones). Ela quatre grups ètnics principals eren els somalis (61,58%), els amhares (23,25%), els oromos (7,32%), i els gurage (4,37%); la resta sumaven entre tots un 3,48% La ciutat és la principal població del districte (woreda) de Jijiga.

## Història
Jijiga apareix esmentada per W.C. Barker el 1842 com un dels mahalla o llocs de parada de la caravana entre Zeila i Harar.

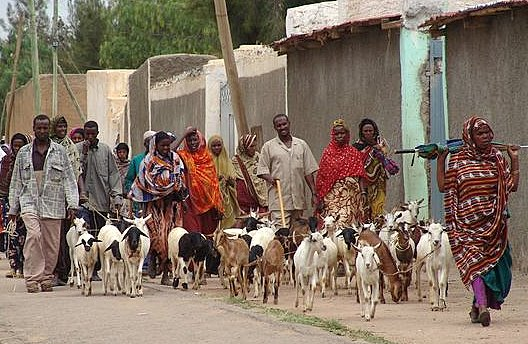
Escena de carrer a Jijiga

Un coronel i caçador britànic, Swaynem va passar a través de Jijiga el febrer de 1893, i la va descriure com un fort de pals de fusta amb una guarnició de 25 homes prop d'un grup de pous.
Segons I. M. Lewis, Jijiga fou atacada pels seguidors de Sayyid Mohammed Abdullah Hassan el març de 1900. Encara que els atacants patiren fortes pèrdues que van permetre al govern etiòpic declarar una victòria, els homes de Sayyid Mohammed recobraren bestiar que els etíops havien agafat dels somalis i demostraven que Sayyid Mohammed era una força amb la que calia comptar. No obstant, Richard Pankhurst creu que Jijiga fou fundada el 1916 pel Fitawrari abissini Tekle Hawariat Tekle Mariyam, que metòdicament va organitzar la ciutat en una quadrícula de carrers.
During la segona guerra italo-etíop, Jijiga va ser emprada una temporada com la seu del Dejazmach Nasibu Emmanual i com a centre de subministrament per a l'exèrcit etiòpic. Una força italiana sota el coronel Navarra va ocupar la ciutat la vesprada del 5 de maig de 1936. Dos dies més tard, mentre inspeccionava una església Ortodoxa etiòpica arruïnada a la ciutat, el mariscal Rodolfo Graziani queia a un forat amagat, que després va quedar convençut que era un cep; Anthony Mockler suggereix que aquest contratemps va contribuir a la seva manera de pensar paranoica que va portar a les atrocitats que van seguir a l'intent contra la vida de Graziani el 19 de febrer de 1937.
El 17 de març de 1941, durant la campanya africana oriental de la Segona Guerra Mundial, Jijiga fou ocupada per la 23a Brigada nigeriana de la 1a Divisió africana britànica. Això fou després que la guarnició italiana ja havia abandonat la ciutat.
Una vegada que tingueren possessió de Jijiga, els britànics van trigar a tornar la ciutat als etíops. Al principi, s'incloïa com a part de l'Àrea Reservada, com estava definida en l'Acord Angloetiòpic de 31 de gener de 1942, que també incloïa gran part de l'Haud. Només després de pressió pacient de l'emperador Haile Selassie, el 1948 els dos països començaven a parlar d'un acord per a l'evacuació dels britànics d'aquest territori. Encara que els oficials etiòpics es començaven a fer càrrec de l'administració de mans d'oficials britànics entre maig i juliol de 1948, el protocol que acceptava la transferència no es va signar fins al 24 de juliol d'aquell any. Una demostració breu de nacionalisme somali es va produir a Jijiga quan la Lliga de la Joventut Somali (SYL) alçava la seva bandera davant de la seva seu desafiant la llei i als nous administradors etiòpics. El major Demeka, el governador designat per a la província d'Ogaden, demanada a l'administració militar britànica, que va restar quieta al càrrec, de treure la bandera. Quan els líders de la SYL es negaren a treure la seva bandera, la policia la va baixar amb una metralladora muntada en un cotxe blindat. En els disturbis que van seguir, un policia fou mort i un altre ferit mentre la policia obria foc sobre la multitud i matava 25 d'ells. La SYL fou proscrita poc després a Etiòpia.
Germame Neway, un dels líders del cop fracassat de 1960, va ser governador de Jijiga el 1959. Se l'havia transferit allà per a la seva cívica responsabilitat i preocupació pels desfavorit mentre administrava un districte a la província de Sidamo. L'obstrucció que va trobar, no solament a Sidamo sinó a Jijiga, el va convèncer de la necessitat de mesures radicals. En la primera etapa del Derg les unitats de la Tercera Divisió van posar al governador local sota arrest domiciliari al voltant del 13 d'abril de 1974. Durant la Guerra de l'Ogaden, Jijiga fou ocupada per la divisió d'Ahmad ben Ibrahim al-Ghazi del Front d'Alliberament de Somàlia Occidental dirigida pel Coronel Yusuf Dheere, i més tard per l'Exèrcit Nacional de Somàlia, des del setembre de 1977 fins al febrer de 1978.
El govern Regional va organitzar una conferència en aquesta ciutat per promoure la pau i el desenvolupament, celebrada entre el 10 i el 13 de març de 1996, a la qual assistiren 535 delegats dels woredes, així com el vice-primer ministre i Ministre de Defensa d'Etiòpia, Tamirat Layne, el ministre d'Afers Exteriors, Seyoum Mesfin, els presidents de Tigre i d'Harari i representants d'Amhara i dels Pobles del Sud El 28 de maig de 2007, durant la celebració del Ginbot 20 (una festa del calendari etíop) en que se celebrava la caiguda del Derg, Jijiga i Degehabur foren els escenaris d'atacs contra civils i oficials governamentals. Com a mínim 16 persones van morir i 67 foren ferides, incloent-hi Abdulahi Hassan Mohammed, president de la Regió somàlia, que estava parlant a la cerimònia. El govern etiòpic va culpar de l'atac al Front Nacional d'Alliberament de l'Ogaden.
El 29 de maig de 2008, després d'intenses pluges el riu Jijiga es va desbordar i va inundar diversos kebeles de la ciutat i rodalia; van morir 29 persones i es van perdre 350 cases. El 27 de setembre del mateix any una bomba va esclatar en un hotel a Jijiga matant o ferint a 20 persones. La policia va detenir un sospitós que va confessar ser membre d'Al-Itihaad al-Islam.